# Islam in Niger

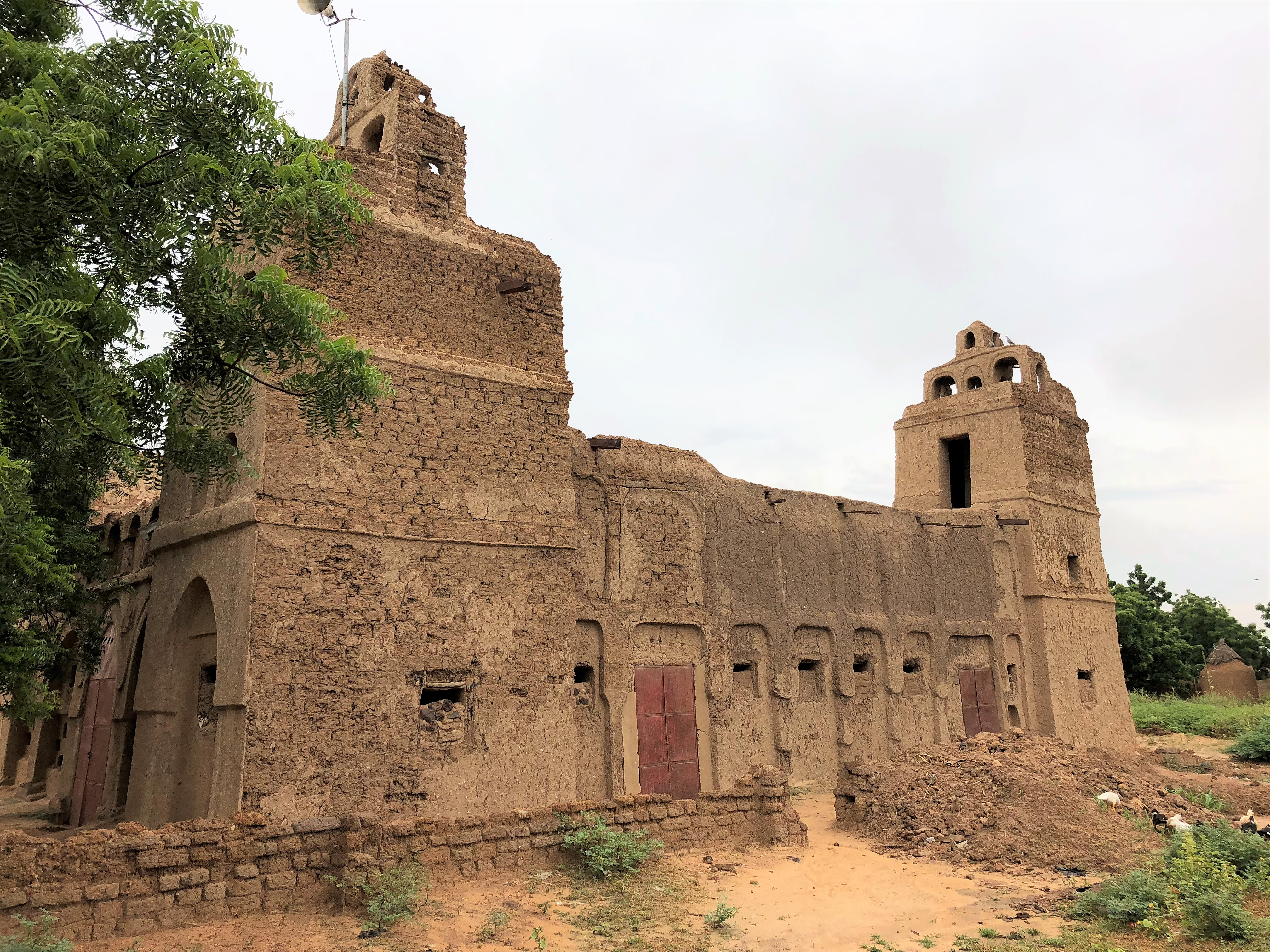
De lemenmoskee van Salewa (Tahoua)

De islam is de grootste religie in Niger. Volgens officiële cijfers is zo’n 98% à 99,3% van de bevolking islamitisch. Veel moslims in Niger beoefenen de islam met syncretische elementen van het animisme. 
De overgrote meerderheid van de moslims in Niger zijn soennieten die tot de malikitische rechtsschool behoren. Recentelijk is het salafisme sterk in opkomst in sommige gebieden, waaronder in Maradi, vooral vanwege financieringen uit Saoedi-Arabië. Ook heeft het soefisme, net als in veel naburige landen in West-Afrika, een grote aanhang. Verder zijn er kleinere sjiitische (7%) en Ahmadiyya (6%) minderheden.

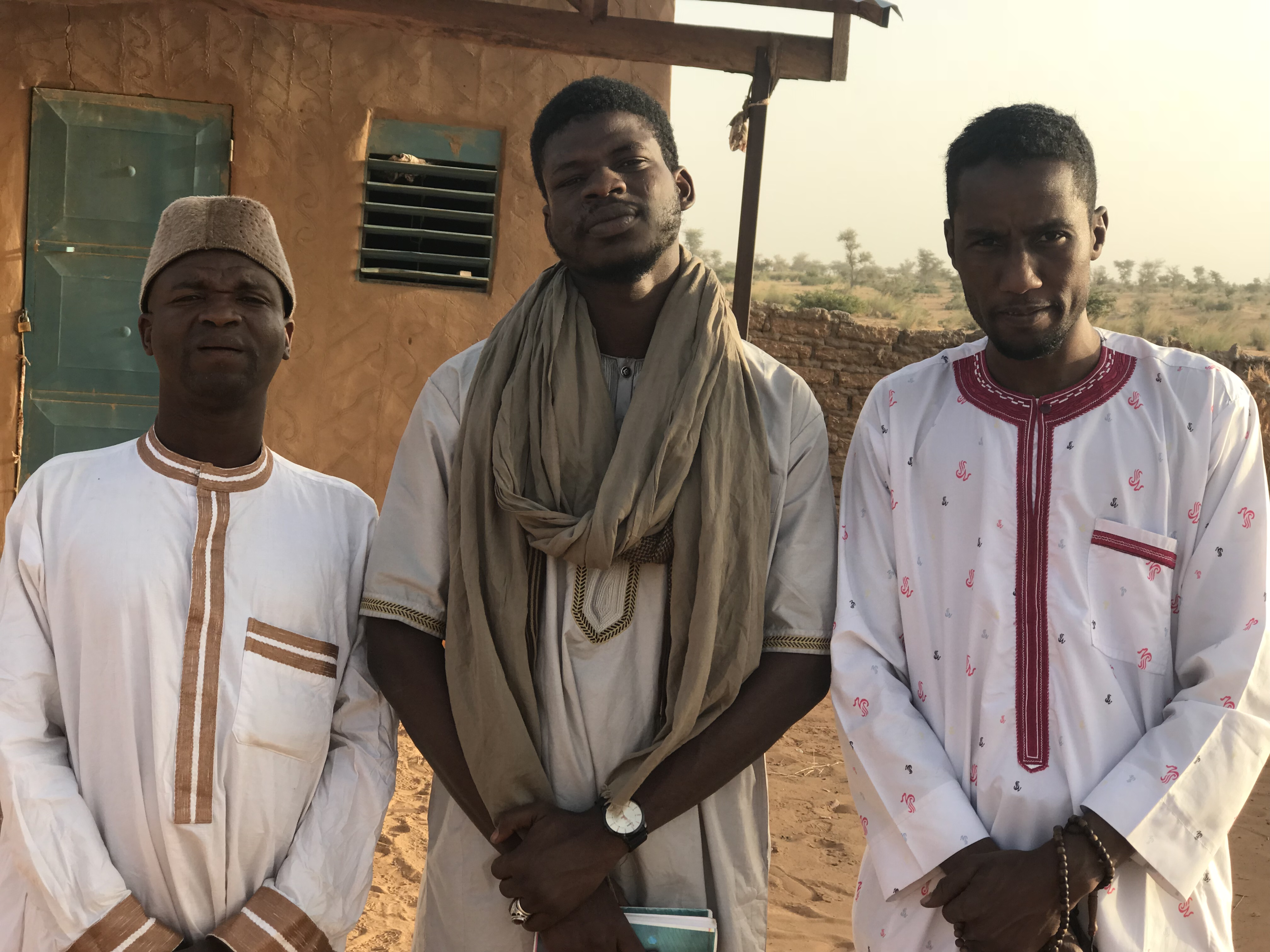
Islamitische studenten in Niger

## Geschiedenis
De islam begon zich in de 15e eeuw in Niger te verspreiden, vanwege de uitbreiding van het Songhairijk in het westen, alsmede door de invloed van de Transsaharahandel met de Maghreb en Egypte. In de 17e eeuw veroverden de Toearegstammen uit het noorden oostelijke oases van het Kanem-Bornu-rijk. Pas in de twintigste eeuw werd islam de dominante religie in Niger.

## Demografie

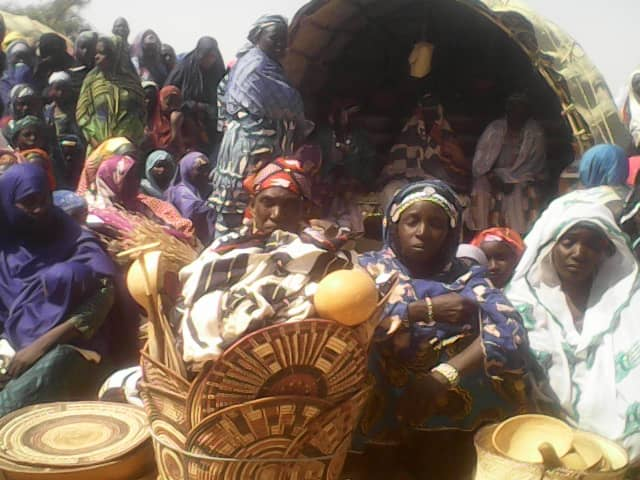
Islamitische Fulani-vrouwen in Boboye, Dosso

In de volkstelling van 2012 werden er 16.978.889 moslims in Niger geteld, oftewel 99,3% van de bevolking. In stedelijke nederzettingen vormden moslims 98,9% van de bevolking, terwijl 99,4% van de plattelandsbevolking islamitisch was. Het percentage moslims varieerde van 98% in Niamey tot 99,7% in Agadez en Diffa. 
| Regio     | Bevolking (2012) | Moslims    | %     |
| --------- | ---------------- | ---------- | ----- |
| Agadez    | 487.620          | 483.921    | 99,7% |
| Diffa     | 593.821          | 589.946    | 99,7% |
| Dosso     | 2.037.713        | 2.016.264  | 99,2% |
| Maradi    | 3.402.094        | 3.379.780  | 99,6% |
| Niamey    | 1.026.848        | 1.000.642  | 98,0% |
| Tahoua    | 3.328.365        | 3.307.027  | 99,6% |
| Tillabéri | 2.722.482        | 2.685.707  | 98,8% |
| Zinder    | 3.539.764        | 3.515.602  | 99,5% |
| Niger     | 17.138.707       | 16.978.889 | 99,3% |

De bovenstaande percentages